# Boris Andrejev
Boris Dmitrijevič Andrejev (6. října 1940 – 9. července 2021) byl ruský kosmonaut. Do vesmíru nikdy neletěl a z oddílu odešel v roce 1983 ze zdravotních důvodů. Byl nicméně členem několika záložních posádek.
Narodil se v Moskvě, kde i vystudoval Moskevskou Baumanovu univerzitu. V roce 1964 získal inženýrský titul.
V roce 1972 byl vybrán mezi sovětské kosmonauty. Působil v záložních posádkách pro lety Sojuz 16, Sojuz 32, Sojuz 35 a Sojuz T-4. Do vesmíru se ovšem nikdy nepodíval a v roce 1983 musel z oddílu ze zdravotních důvodů odejít. Po odchodu z oddílu kosmonautů pracoval v řízení letových operací jako komunikátor s vesmírnými loděmi.